# Siegfried Fischer
Siegfried Fischer (27 de Novembro de 1918 - 26 de Março de 1998, Rheinbach) foi um piloto alemão da Luftwaffe durante a Segunda Guerra Mundial. Voou 713 missões de combate, nas quais abateu 15 aeronaves inimigas, o que fez dele um ás da aviação. Destruiu também 80 tanques inimigos em apenas alguns meses no início de 1945, na Prússia Ocidental e na Pomerania. No dia 7 de Abril de 1945 ficou ferido em combate, quando o seu Fw 190 foi abatido por artilharia antiaérea. A 18 de Setembro de 1946 foi libertado pelos soviéticos. Em 1951, e apesar de ter feridas de guerra (ao longo da sua carreira foi abatido 12 vezes), ganhou a competição Goldenen Ski. Até à sua reforma, foi um funcionário florestal pelo Landwirtschaftministerium (Ministério da Agricultura).